# 金森長光
金森 長光（かなもり ながみつ）は、美濃上有知藩の第2代（最後）の藩主。

## 生涯
慶長10年（1605年）、金森長近82歳の時、その次男として生まれる。ただし、長近には他家に養子に出た庶子の伊東治明がいるため実際には三男である。
長兄の長則は天正10年（1582年）の本能寺の変で二条新御所において織田信忠に殉じていたため、跡継ぎの実子がいない長近は養子として、可重を迎えていた。慶長10年に金森家の家督と飛騨一国は可重に相続された。可重に本拠の飛騨高山城を譲り、80歳を越えた長近は関ヶ原の戦いの戦功により加増された美濃国武儀郡上有知の領地に移り、同地の鉈尾山城に入った。後に新城（小倉山城）を築いてそちらに移った。同年に長光が産まれている。幼名の「五郎八」は長近の幼名と同じである。
慶長13年（1608年）、長近が死去すると、数えで4歳の長光は上有知・関の18000石と河内国金田（かなた＝現・大阪府堺市金岡町）3000石を相続した。
慶長16年（1611年）10月6日（異説として8月23日）、長光は夭逝した。享年7歳。当然ながら継嗣はいないため、上有知藩の金森家は無嗣断絶で改易となり、領地は江戸幕府に没収された。ただし、河内国金田の領地は母の久昌院が相続することになり、寛永2年（1625年)に亡くなるまで、久昌院の知行地であった。
これとは別に、上有知藩の知行地のうち、長光家臣の島三安、肥田忠親、池田政長ら三人は、長近と家康の約束により、遺領から各1000石が宛てがわれ、旗本として幕府に召し出された。このうち池田氏のみが明治維新まで旗本として存続した。。